# ヤン・ファン・デル・フーフェン

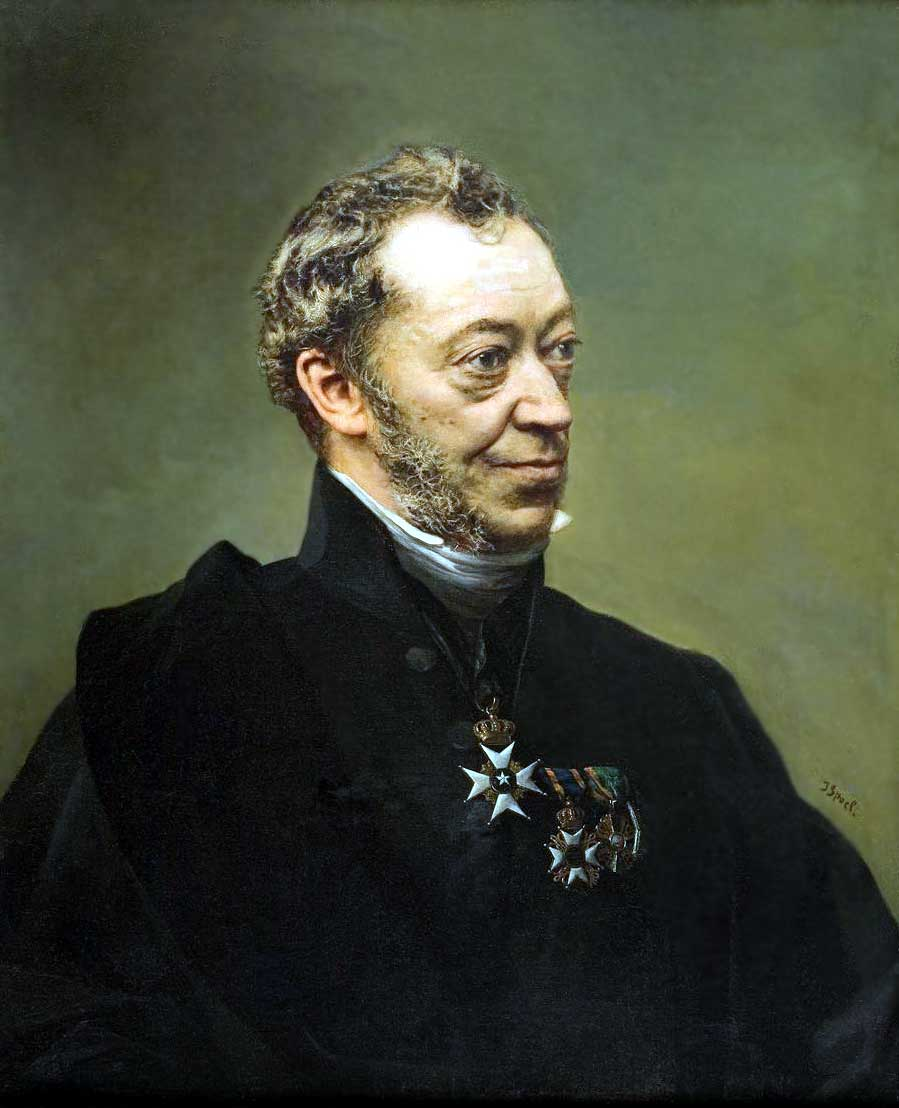
Jan van der Hoeven

ヤン・ファン・デル・フーフェン（Jan van der Hoeven、1801年2月9日 - 1868年3月10日）は、オランダの動物学者である。主著の『動物学ハンドブック』（"Handboek der Dierkunde" 1827–1833）はドイツ語や英語に翻訳された。爬虫類、哺乳類や昆虫、原始的な脊索動物までを簡明に解説した。

## 略歴
ロッテルダムの裕福な商人の家に生まれた。1819年にライデンに移り、1822年の物理学、1824年に医学の学位を得た。パリで暮らした後、ロッテルダムで家庭医として働いた。1826年にライデン大学の動物学と鉱物学の教授に任じられた。ドイツロマン主義に影響を与えたヨハン・ゴットフリート・ヘルダーやオランダ文芸復興運動のウィレム・ビルデルデイク（Willem Bilderdijk）に尊敬し、影響を受けた。
19世紀までに、科学の分化、専門化が進んだなかで、ファン・デル・フーフェンは古いタイプの科学者でゼネラリストであった。専門的、理論的でなかった。1834年に博物学、生理学の雑誌を創刊した。中等教育のための生物学の教科書を執筆したが、ライデン大学でラテン語で講義を行った最後の教授の一人である。1860年に大学を退職した。1858年にスウェーデン王立科学アカデミーの外国人に選ばれた。1864年にラテン語の生物学の教科書、"Philosophia Zoologica"を執筆した
。、

## 著作
- Handboek der Dierkunde (1827–1833), first edition, Part 1, Part 2, Plates.
- Handboek der Dierkunde (1846–1855), second edition, Part 1, Part 2. English translation: Handbook of zoology (1856-1858). German translation: Handbuch der zoologie (1850-1856).

## 関連文献
- Anonym 1867-1868: [Hoeven, J. van der] Proc. Linn. Soc. London 1867-68 CX-CXI
- Anonym 1868 [Hoeven, J. van der] Ann. Mag. Nat. Hist. (6), London [1](4)
- Osborn, H. 1952 A Brief History of Entomology Including Time of Demosthenes and Aristotle to Modern Times with over Five Hundred Portraits.  Columbus, Ohio, The Spahr & Glenn Company.
- Lubach, D. (1868) Jan van der Hoeven geschetst door. In: Album der Natuur, p. 161-165.